# Feredoksin—nitrat reduktaza
Feredoksin—nitrat reduktaza (EC 1.7.7.2, asimilatorna nitratna reduktaza, nitrat (feredoksin) reduktaza, asimilatorna feredoksin-nitratna reduktaza) je enzim sa sistematskim imenom nitrit:feredoksin oksidoreduktaza. Ovaj enzim katalizuje sledeću hemijsku reakciju
nitrit +H2O + 2 oksidovani feredoksin {\displaystyle \rightleftharpoons } nitrat + 2 redukovani feredoksin + 2 H+
Ovaj enzim je molibden-gvožđe-sumporni protein.

## Literatura
- Nicholas C. Price; Lewis Stevens (1999). Fundamentals of Enzymology: The Cell and Molecular Biology of Catalytic Proteins (Third изд.). USA: Oxford University Press. ISBN 019850229X.
- Eric J. Toone (2006). Advances in Enzymology and Related Areas of Molecular Biology, Protein Evolution (Volume 75 изд.). Wiley-Interscience. ISBN 0471205036.
- Branden C; Tooze J. Introduction to Protein Structure. New York, NY: Garland Publishing. ISBN 0-8153-2305-0.
- Irwin H. Segel. Enzyme Kinetics: Behavior and Analysis of Rapid Equilibrium and Steady-State Enzyme Systems (Book 44 изд.). Wiley Classics Library. ISBN 0471303097.

## Spoljašnje veze
- Ferredoxin---nitrate+reductase на 